# Naturmuseum St. Gallen
Das Naturmuseum St. Gallen ist ein naturkundliches Museum in St. Gallen. Auf einer Fläche von 2000 m2 bietet es Zugang zur heimischen Tier- und Mineralienwelt. Der Neubau wurde 2016 eröffnet und ermöglicht eine offene Ausstellungspräsentation mit begehbaren Raumbildern und interaktiven Lernelementen.

## Geschichte
Vorläufer des heutigen Naturmuseums St. Gallen ist das St. Gallische Naturhistorische Museum, das am 28. September 1846 von der Ortsgemeinde St. Gallen gegründet wurde. Das Museum griff dabei auf einen Bestand zurück, der bislang im ehemaligen Gymnasium und Kloster St. Katharinen in St. Gallen aufbewahrt wurde. Eine umfassende Neuordnung und Katalogisierung dieses Naturalienkabinetts wurde in den Jahren 1812/1813 vom Gründer der St. Gallischen Naturwissenschaftlichen Gesellschaft, Caspar Tobias Zollikofer, vorgenommen. Die ständig wachsende Naturaliensammlung wurde in den Jahren 1819 bis 1877 in unterschiedlichen städtischen Objekten gelagert, so etwa ab 1855 im Westtrakt der neugegründeten und heute als Kantonsschule an der Brühl bekannten Objekt. Als schliesslich auch dort der Platz für die Naturaliensammlung durch den rasch wachsenden Schulbetrieb zu knapp geworden war, entwickelte man ab 1871 konkrete Pläne zum Bau eines eigenen Museums.

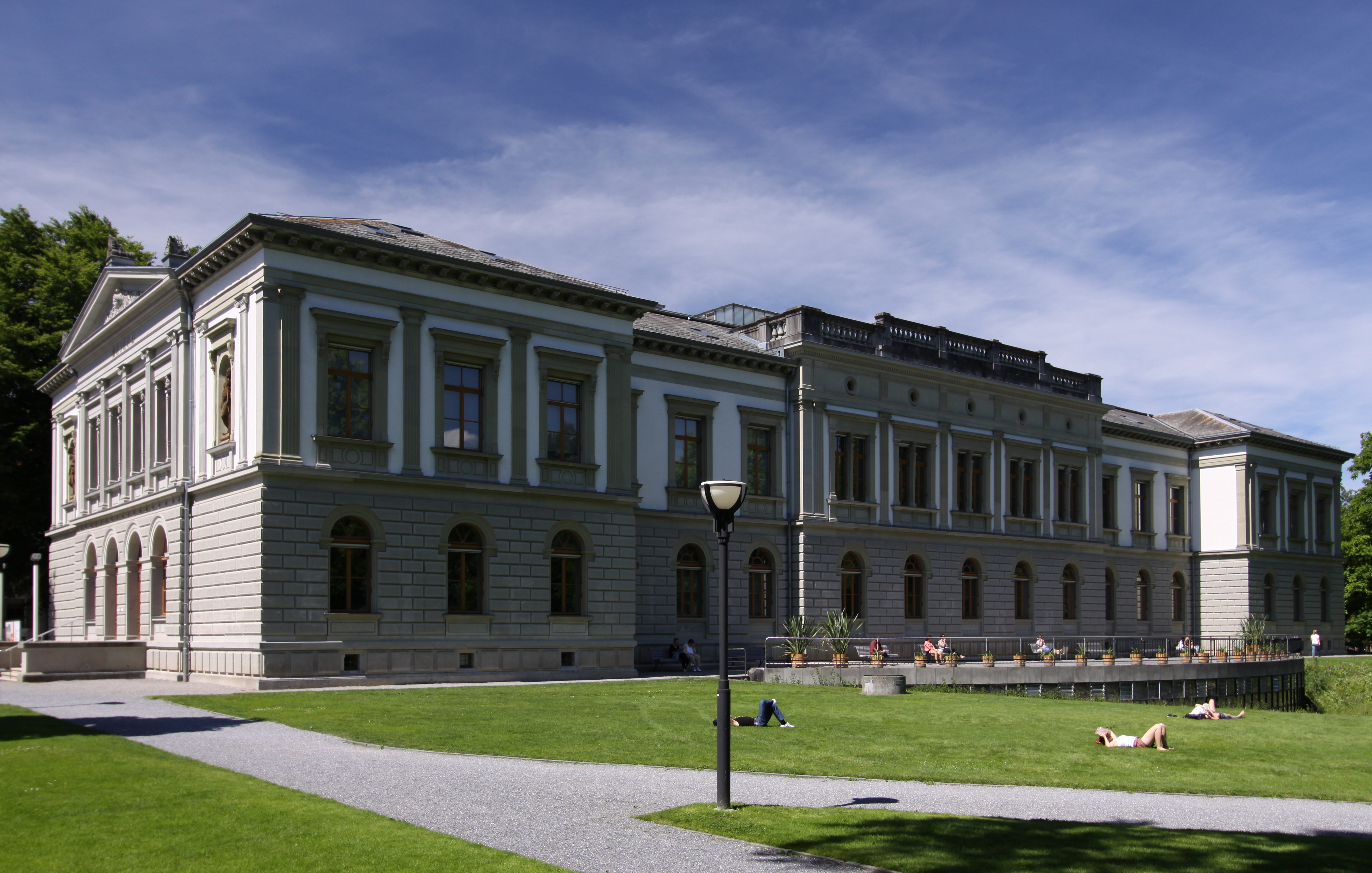
Der alte Standort im Alten Museum.

Das neue Haus am Stadtpark wurde als Altes Museum am 8. Oktober 1877 eröffnet und beherbergte sowohl ein Naturmuseum als auch ein Kunstmuseum. Allerdings stellten sich im Laufe der Nutzung schon bald gravierenden bautechnische Mängel heraus, die auf mangelnde finanzielle Mittel bei der Errichtung zurückzuführen waren. Aus Sicherheitsgründen musste das Haus 1971 geschlossen werden.
1979 gingen die beiden Museen in das Eigentum der «Stiftung St. Galler Museen». In diesem Verbund war auch das so genannte «Kirchhoferhaus an der Museumsstrasse», das 1911 auf Vorschlag von Emil Bächler als «Naturhistorisches Heimatmuseum» gegründet wurde und dort neben anderem auch seine archäologischen Funde aus dem Wildkirchli beheimaten sollte. Nach der vorläufigen Schliessung des Alten Museums 1971 wurde ein Grossteil der Naturaliensammlung in den Kellerräumen des Kirchhoferhauses untergebracht. Das Alte Museum wurde im September 1987 nach einer weitgehenden Restaurierung wiedereröffnet.
Die steigenden Besucherzahlen im Alten Museum, die sich rasch erweiternde Naturaliensammlung und kulturpolitische Standortüberlegungen veranlasste die Stadt St. Gallen zu einem Neubau des Naturmuseums in der Nähe des Botanischen Gartens St. Gallen. Nach einem Architekturwettbewerb wurde das Haus nach zweieinhalbjähriger Errichtungszeit am 10. November 2016 eröffnet.

### Die Konservatoren/Direktoren des Naturmuseums
- 1846–1873  Jacob Wartmann
- 1873–1902  Friedrich Bernhard Wartmann
- 1902–1949  Emil Bächler
- 1949–1968  Friedrich Saxer
- 1985–1993  Hans Heierli
- 1993–1996  Heinrich Haller
- 1997–2021  Toni Bürgin
- ab 2021 Matthias Meier[2]

## Sammlung
Die umfangreiche Sammlung des Naturmuseums besteht aus Gesteinen (50.000 Einzelexemplare), einer Mineraliensammlung (rund 7.000 Exemplare), Fossilien (25.000 Objekte), 500 prähistorischen Objekten, 100.000 Pflanzenbelegen und einer umfangreichen Tiersammlung. Zu den bekanntesten Objekten zählt ein Nilkrokodil aus dem Jahre 1623 und ein nahezu vollständiges Skelett eines Anatosauriers. Das Museum besitzt auch die grösste Sammlung mit Tierpräparaten von Ernst Friedrich Zollikofer. Ein Teil der Sammlung ist aufgearbeitet und steht für wissenschaftliche Zwecke zur Verfügung.

## Ausstellungen
Das Museum hat eine Ausstellungsfläche von 2000 Quadratmetern. Die auf drei Stockwerke verteilten Räume besitzen durchwegs Tageslichtbeleuchtung.
Die Dauerausstellung ist in sieben thematische Bereiche mit folgenden Schwerpunkten gegliedert: (1) ein historischer Überblick über die Geschichte des Hauses mit dem bekannten Nilkrokodil aus dem 17. Jahrhundert, dem Kernstück der in den folgenden Jahren entstehenden Sammlung; (2) das schweizweit grösste Landschaftsrelief der Kantone St. Gallen und beider Appenzell, eingebettet in die vielseitige Tierwelt zwischen Bodensee und Ringelspitz; (3) der Laufsteg zur Entwicklungsgeschichte des Lebens auf der Erde mit zahlreichen urgeschichtlichen Objekten, darunter auch ein Originalskelett eines Entenschnabelsauriers; (4) eine künstliche Felskluft mit Mineralien aus der Ostschweiz sowie umliegend weitere Bodenschätze und das Thema Boden; (5) ein Raum, der den Bären und den damit verbundenen Funden von Emil Bächler gewidmet ist, aber auch weitere heimische Grossraubtiere wie Wolf und Luchs zeigt; (6) die Aufbereitung des Themas Natur als Vorbild für technische Innovation und (7) das Thema Natur und verfügbare Rohstoffe.
Ergänzend werden mehrmals jährlich Sonderausstellungen gezeigt. 2022 ist dies die Ausstellungen Im Land der Bären und die jährlich wiederkehrende Sonderausstellung Allerlei rund ums Ei.
Im Erdgeschoss des Gebäudes, wo auch die Exponate zur Geschichte des Hauses gezeigt werden, befinden sich ein Museumsshop und ein Museumscafé mit einer grosszügigen Aussenterrasse in den Park.
Der im Mai 2018 neu eröffnete Museumspark auf dem Areal zwischen dem Gebäude des Museums, der Pfarrkirche St. Maria Neudorf sowie dem Botanischen Garten der Stadt St. Gallen bietet mit seiner Bepflanzung und den ausgestellten Findlingen und Abgüssen von Fossilien einen weiteren Entdeckungsraum.
Für Individualbesucher steht seit Januar 2020 ein digitaler Museumsguide in drei Sprachen (D, E, F) zur Verfügung. Er führt Besucher mit einer Wissenstour und vier Spieltouren durch die Dauerausstellung. Schulen können thematische Führungen und Klassenlabore als Experimentier-Raum buchen. Zwei Kinderspuren, saisonal wechselnde Entdeckertouren und eine Auswahl von thematischen Experimentiernachmittagen für Kinder und Jugendliche bereichern das Programm.

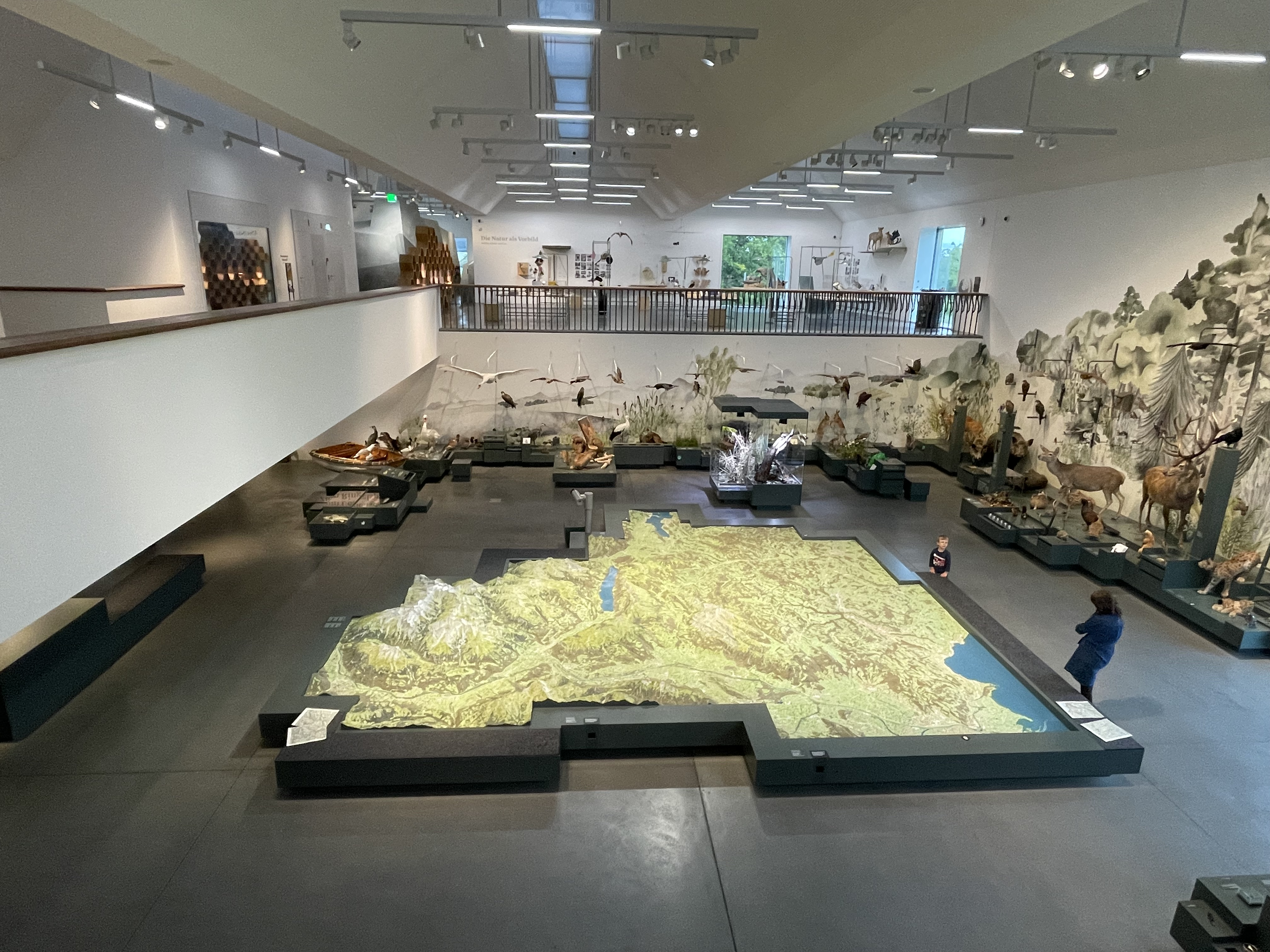
Im Erdgeschoss
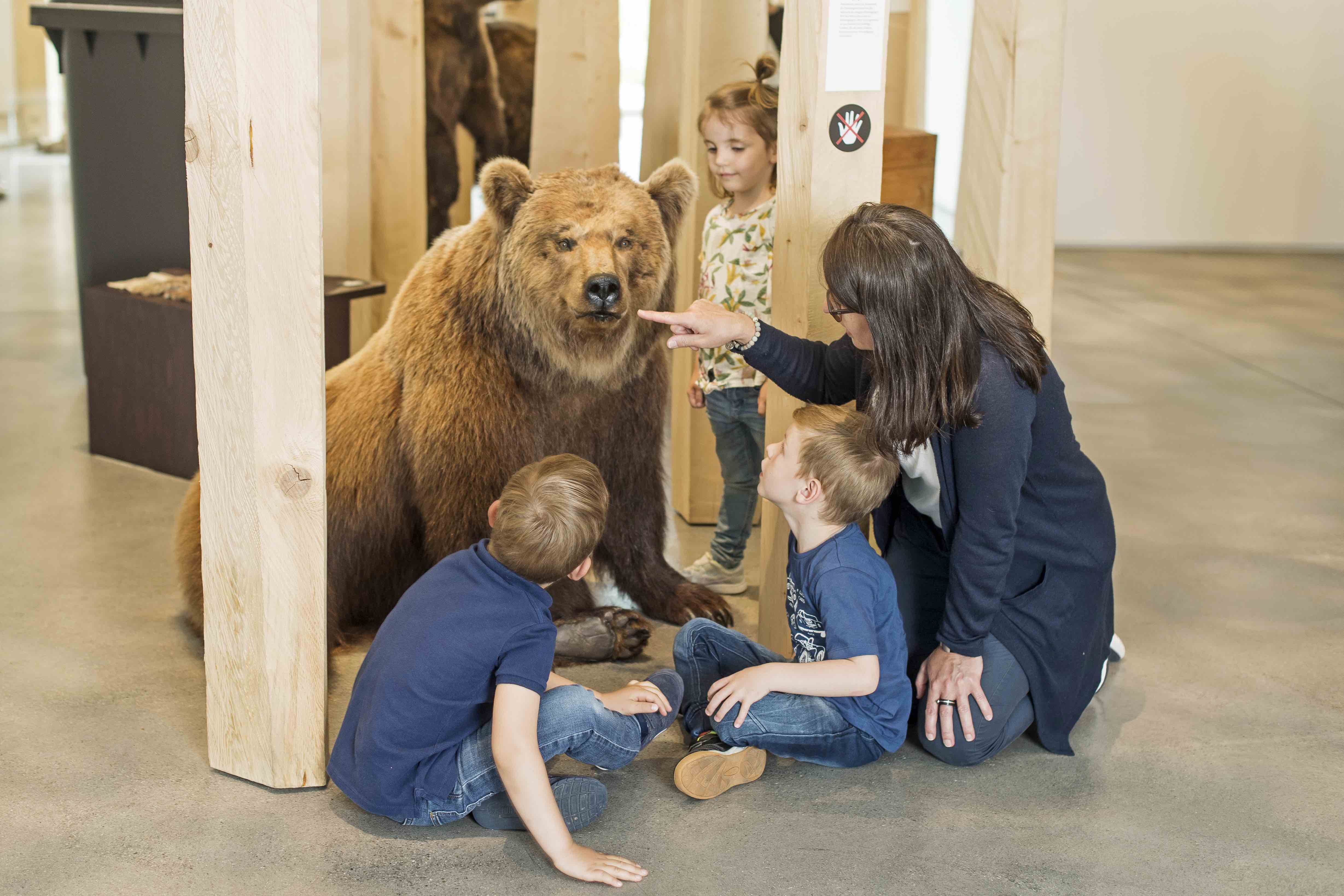
Auf Augenhöhe mit den heimischen Grossraubtieren
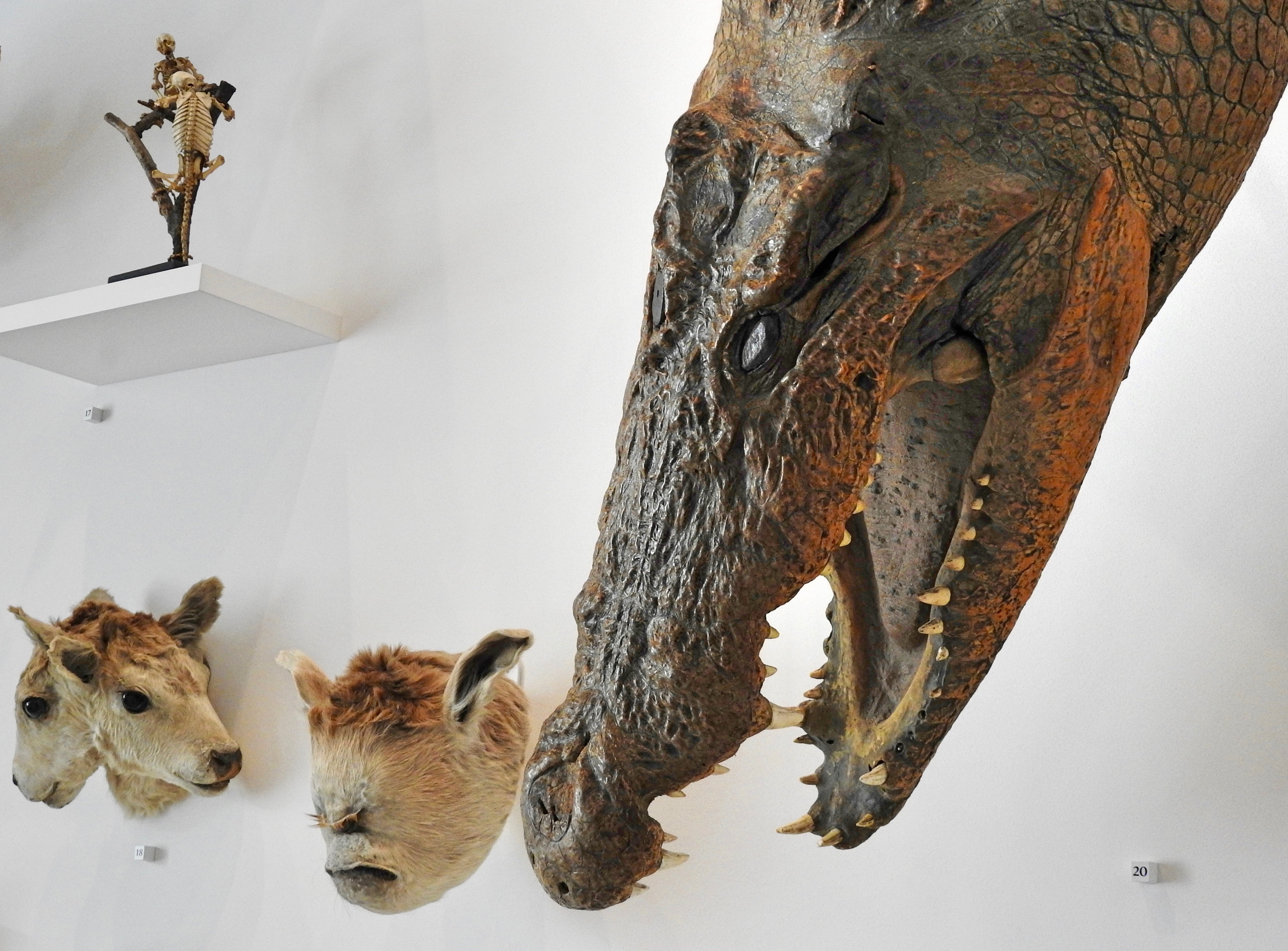
Nilkrokodil und andere Kuriositäten
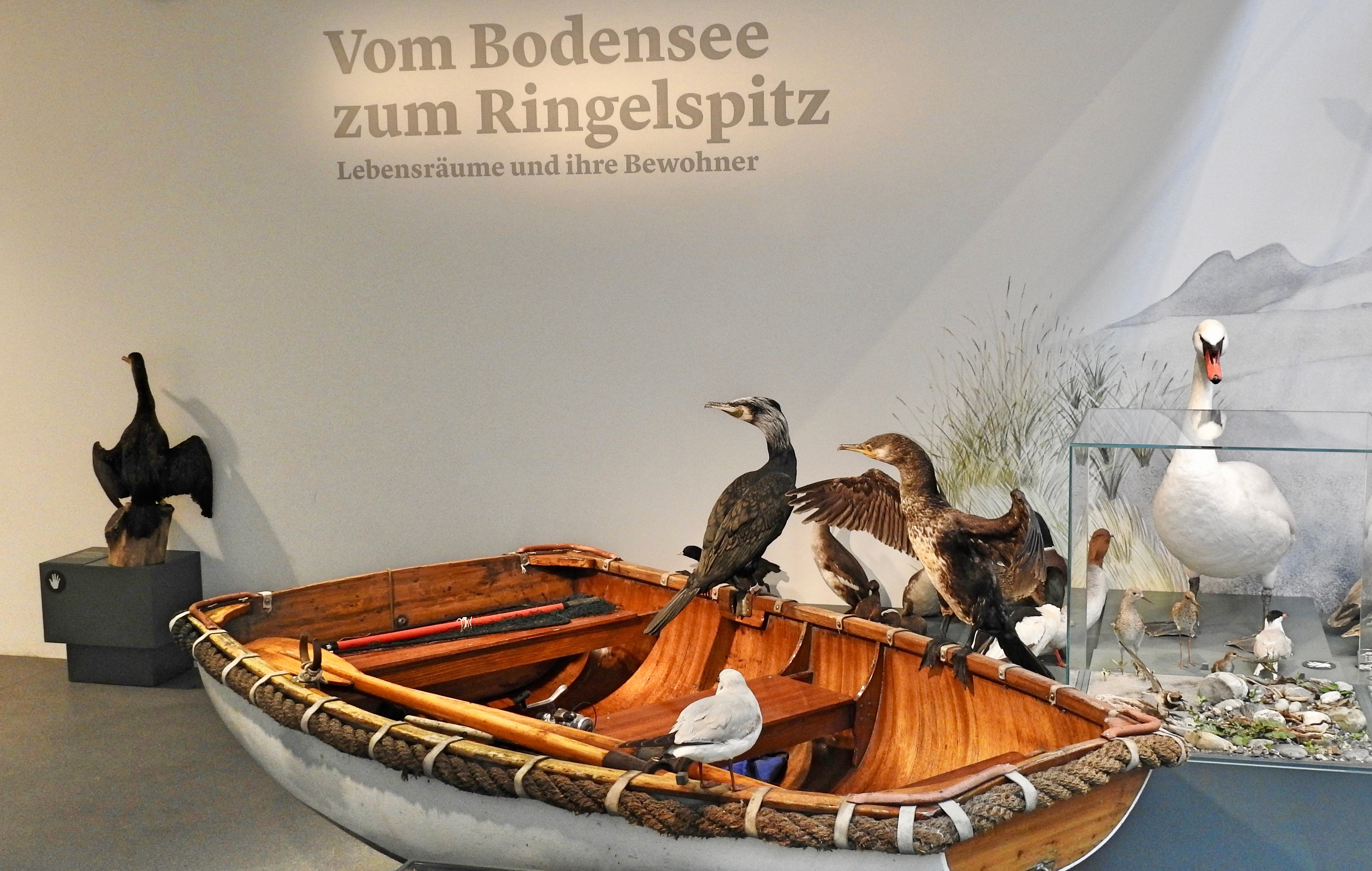
Ausstellungsraum «Lebensräume»
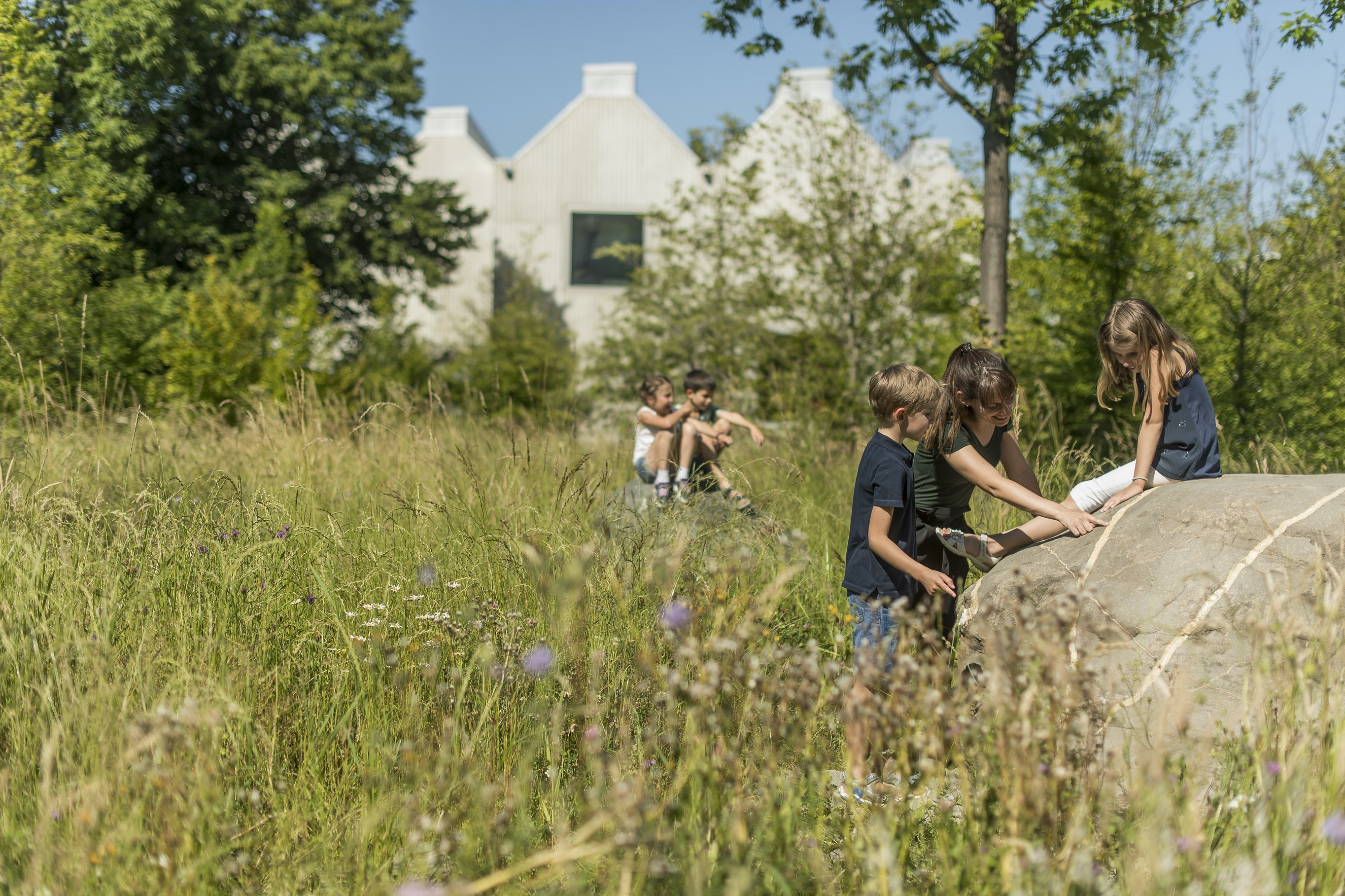
Museumspark mit Findlingen und Abgüssen von Fossilien